# Humberto Pérez
Humberto Pérez es un futbolista mexicano. Jugó para el Club Deportivo Guadalajara de 1956 a 1958. 

## Clubes
| Club        | País   | Año         |
| ----------- | ------ | ----------- |
| Guadalajara | México | 1956 - 1958 |